# Isoetes alstonii
Isoetes alstonii är en kärlväxtart som beskrevs av C. Reed och Verdc.. Isoetes alstonii ingår i släktet braxengräs, och familjen Isoetaceae. Inga underarter finns listade i Catalogue of Life.